# Gundelfingen an der Donau
Gundelfingen an der Donau är en stad i Landkreis Dillingen an der Donau i Regierungsbezirk Schwaben i förbundslandet Bayern i Tyskland.
Staden ingår i kommunalförbundet Gundelfingen an der Donau tillsammans med kommunerna Bächingen an der Brenz, Haunsheim och Medlingen.